# イスリ湖
イスリ湖（イスリこ、ティフィナグ文字: ⵉⵥⵍⵉ、仏: Lac Isli）は、モロッコのオート・アトラス山脈に位置する湖である。北アフリカで特に高地にあり、かつ深い湖の一つで、地形学、水文学的に価値があり、現地の生態系にとっても重要な存在で、9キロメートル西にあるティスリット湖とともにラムサール条約登録地となっている。

## 地理・地形
イスリ湖は、モロッコのドラア＝タフィラルト地方、花嫁祭り（婚約ムッセム）で知られるイミルシル村の北側、およそ10キロメートルの距離に位置している。標高が2200メートルを超えるオート・アトラス山脈の山中にあり、オート・アトラス・オリアンタル国立公園の区域内に収まっている。
3000メートルに迫る褶曲山脈の背斜構造による尾根に南北を挟まれた、向斜構造による盆地に形成された湖で、湖面の平均標高が2270メートル、面積は約2.55平方キロメートル、水深は最大でおよそ95メートルである。北アフリカにある湖として屈指の標高であり、水深は北アフリカ最大といわれる。形は円形に近く、幅はおよそ1.2キロメートルである。湖岸は全周にわたって、水面下が急こう配になっており、湖底には厚さおよそ100メートルに及ぶ堆積物があると推定される。堆積物のうち、上4分の1くらいは湖の沈殿物だが、下4分の3は斜面から崩れ落ちた土が堆積したものとみられる。

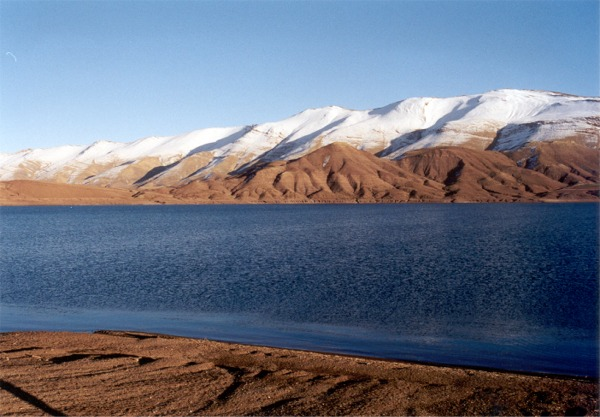
イスリ湖

イスリ湖では地表の川による水の流入・流出はなく、主に地下水と、細かい谷から流れ落ちる雪解け水が湖水を供給し、流出も地下で起きていると考えられる。このことにより、イスリ湖はこの地域で、地下水の涵養に重要な役割を果たしているとされる。

## 地質
イスリ湖は、中期ジュラ紀に形成された水平に近い層をなす赤レンガ色の砂岩、シルト岩、粘土岩からなる堆積岩層「イスリ層」の上にできたくぼみが湖となったものである。イスリ層は厚さがおよそ200ないし250メートルあるとみられ、イスリ湖の水深からすると湖全体がイスリ層の上にのっているが、湖底の崩積土の下の岩盤は、イスリ層の下の砂質泥灰土および砂質石灰岩の層と同じくらいの水準にある。

## 成因
2013年、モロッコとイタリアの地質学者らが、イスリ湖が衝突クレーターであるとする説を発表した。円に近い形状のため、以前からそのような仮説は存在したが、およそ20キロメートル南に衝突クレーターを作った、アグダル隕石と同じ母天体のものとみられる隕石片が湖畔でみつかっていること、衝撃石英の結晶を含む岩石をみつけたこと、などの新たな証拠を提示した。
しかし、この説にはすぐに反論が出されており、アグダル隕石の隕石片の分布から逆算した隕石の衝突ではイスリ湖の位置にクレーターができる可能性は小さく、石英結晶も衝突以外で説明可能であり、また隕石の年代分析でイスリ湖底の堆積物よりも新しいという分析結果もあることから、衝突クレーター説は支持されていない。湖周囲の断層の分布や地質からして、地殻変動による陥没と水による侵食で形作られた、と考えるのが妥当とされている。

## 水質
イスリ湖は、モロッコ国内では数少ない、富栄養化していない湖で、水質は良好である。水の主な供給源が地下水であるためか、炭酸塩が過飽和した状態にある。

## 自然

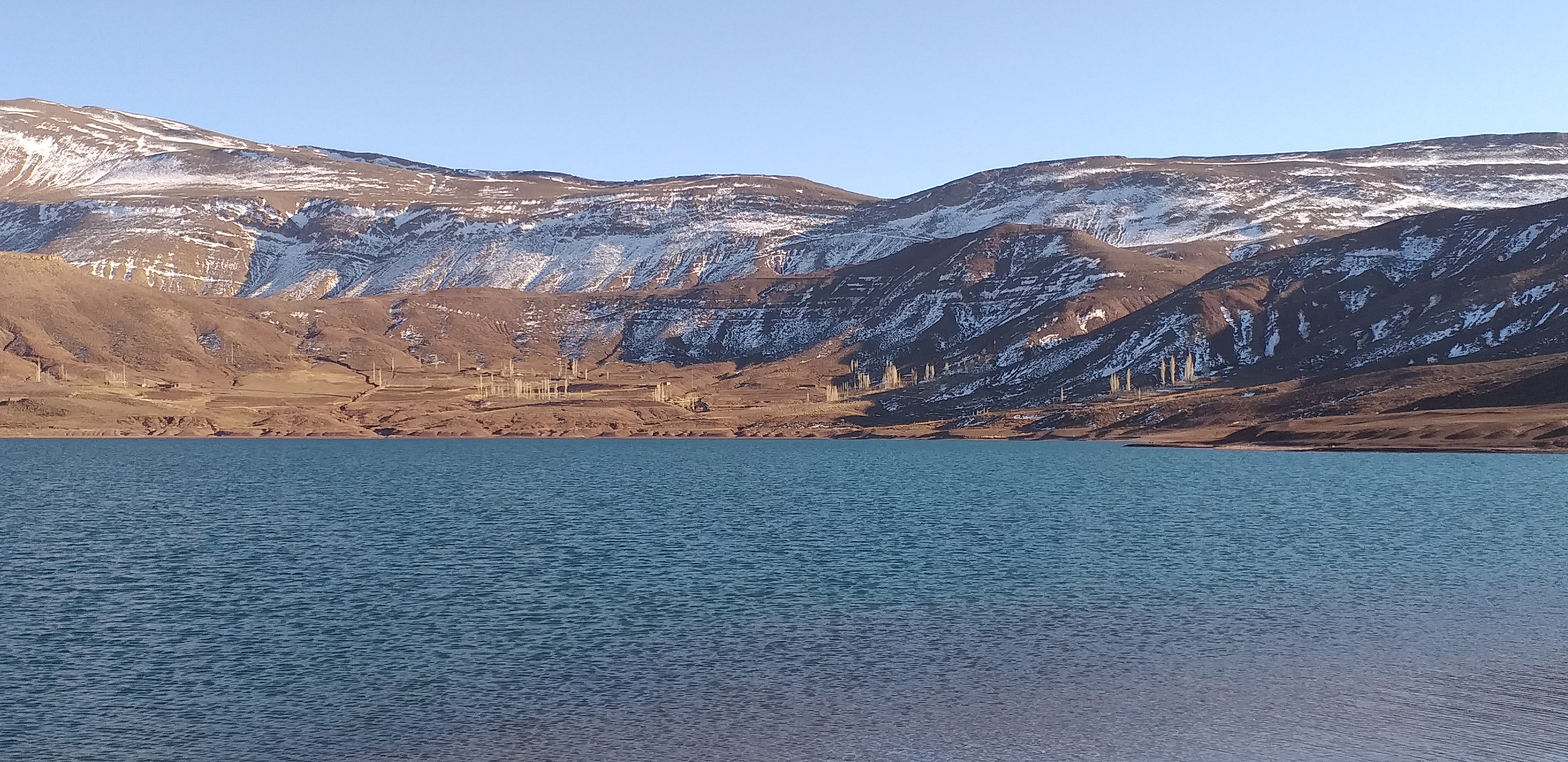
イスリ湖

イスリ湖周辺の気候は、降水量が少ないステップ気候に近い特徴を持つが、気候区分としては高地地中海性気候に属するとされる。冬季の気温は低く、年平均降水量はおよそ330ミリメートルで、そのかなりの部分は雪として降るが、4月以降まで残雪があることは少ない。

### 動植物相
イスリ湖は、生物地理区分上では旧北区の南限にあたる位置にある。生物多様性の観点から価値のある湖で、その主な理由はイスリ湖に生息するマスにある。元々はブラウントラウトといわれていたが、独特の形態を持ち、イスリ湖に固有の Salmo viridis（グリーントラウト、Isli Trout）と考えられるようになっている。その他、アカツクシガモやハジロカイツブリがイスリ湖の近くに営巣地を持ち、これらの鳥類の繁殖にとっても重要である。準絶滅危惧のユーラシアカワウソも生息している。
イスリ湖周辺の植生は、まばらに生えている草がほとんどで、イグサ属の Juncus acutus などが主である。

### ラムサール条約登録地
イスリ湖は、その水文学的な特殊性と、固有種に象徴される貴重な動物相があることから、2005年1月15日にラムサール条約の登録地となった。

## 文化
「イスリ」はアマジグ語で「花婿」を意味する言葉で、「花嫁」を意味する隣のティスリット湖と対になっている。地元に残る伝承によれば、恋人同士が、反目しあうそれぞれの部族から結婚を禁じられ、悲しみのあまり死ぬほど泣いて流した涙が2つの湖になった、といわれる。
この伝承があることから、2019年に国際天文学連合が世界の各国・地域に1つの系外惑星系の命名機会を提供する「IAU100 Name Exoworldsプロジェクト」で、モロッコに割り当てられた系外惑星WASP-161bが“Isli”と命名され、親星のWASP-161の固有名は“Tislit”となった。